# Verkehrsgemeinschaft Rhön-Grabfeld

Logo der Verkehrsgemeinschaft Rhön-Grabfeld

Die Verkehrsgemeinschaft Rhön-Grabfeld (VRG) war ein Verkehrsverbund und Zusammenschluss der örtlichen Busunternehmen im Landkreis Rhön-Grabfeld.
Es bestand ein Gemeinschaftstarif für alle beteiligten Busunternehmen. Die Deutsche Bahn AG war nicht integriert, lediglich das Bayern-Ticket der Deutschen Bahn wurde anerkannt.
Zum 1. Januar 2025 wurde der Verbund in den neuen Verkehrsverbund Nahverkehr Mainfranken integriert und aufgelöst.

## Beteiligte Verkehrsunternehmen
Folgende Busunternehmen wanden den Gemeinschaftstarif an:
- DB Frankenbus
- Bernhard Markert Omnibusbetrieb
- Franz Hippeli Omnibusbetrieb
- Gertrud Pfister Omnibusbetrieb
- Günter Riedenberger Omnibusbetrieb
- Heinz Geis Omnibusbetrieb
- Klaus Hartmann Omnibusbetrieb
- Kurt Geis GmbH
- Omnibusservice Mellrichstadt
- Schroer GmbH
- Stadtwerke Bad Neustadt an der Saale

## Weblink
- Webseite des Landratsamtes Bad Neustadt an der Saale zum ÖPNV